# Ecrobia ventrosa
Hydrobia ventrosa е вид охлюв от семейство Hydrobiidae. Видът не е застрашен от изчезване.

## Разпространение и местообитание
Разпространен е в Алжир, Белгия, България, Великобритания (Северна Ирландия), Германия, Гърция, Дания, Египет, Естония, Йордания, Ирландия, Исландия, Испания, Италия (Сардиния и Сицилия), Латвия, Либия, Ливан, Литва, Малта, Мароко, Нидерландия, Норвегия, Полша, Португалия, Румъния, Русия (Европейска част на Русия и Калининград), Сирия, Словения, Тунис, Турция, Украйна, Финландия, Франция (Корсика), Хърватия и Швеция.
Обитава крайбрежията на сладководни и полусолени басейни, морета, заливи и лагуни. Среща се на надморска височина от -5,5 до 5,2 m.